# Gastein Ladies 2015
Il Gastein Ladies 2015, ufficialmente Nürnberger Gastein Ladies per motivi di sponsor, è stato un torneo femminile di tennis giocato sulla terra rossa. È stata la 9ª edizione del Gastein Ladies, che fa parte della categoria International nell'ambito del WTA Tour 2015. Il torneo si è giocato al Nürnberger Gastein Ladies di Bad Gastein, dal 20 al 26 luglio 2015.

## Partecipanti

### Teste di serie
| Nazionalità | Giocatrice                | Ranking* | Testa di serie |
| ----------- | ------------------------- | -------- | -------------- |
| Italia      | Sara Errani               | 20       | 1              |
| Australia   | Samantha Stosur           | 22       | 2              |
| Italia      | Karin Knapp               | 43       | 3              |
| Germania    | Carina Witthöft           | 50       | 4              |
| Rep. Ceca   | Lucie Hradecká            | 55       | 5              |
| Germania    | Julia Görges              | 57       | 6              |
| Slovacchia  | Anna Karolína Schmiedlová | 60       | 7              |
| Rep. Ceca   | Kateřina Siniaková        | 65       | 8              |

* Le teste di serie sono basate sul ranking al 13 luglio 2015

### Altre partecipanti
Le seguenti giocatrici hanno ricevuto una wild card per il tabellone principale:
- Barbara Haas
- Patricia Mayr-Achleitner
- Tamira Paszek

Le seguenti giocatrici sono passate dalle qualificazioni:

- Dar'ja Kasatkina
- Aljaksandra Sasnovič
- Ana Bogdan
- Anastasija Sevastova
- Maryna Zanevs'ka
- Petra Martić

Le seguenti giocatrici sono entrate in tabellone come lucky loser:
- Richèl Hogenkamp
- Risa Ozaki

## Campionesse

### Singolare
Samantha Stosur ha battuto in finale  Karin Knapp con il punteggio di 3–6, 7–6(3), 6–2.
- È l'ottavo titolo in carriera per la Stosur, secondo della stagione.

### Doppio
Danka Kovinić /  Stephanie Vogt hanno battuto in finale  Lara Arruabarrena /  Lucie Hradecká con il punteggio di 4–6, 6–3, [10–3].